# مايكل هيرز
مايكل هيرز (بالألمانية: Michael Herz)‏ هو شخصية أعمال ألماني، ولد في 1943.